# Anomis aricina
Anomis aricina là một loài bướm đêm trong họ Erebidae.